# آگنه سیمونسون
آگنه سیمونسون (سوئدی: Agne Simonsson; ۱۹ اکتبر ۱۹۳۵ – ۲۲ سپتامبر ۲۰۲۰) بازیکن و مربی فوتبال اهل سوئد بود.
از باشگاه‌هایی که در آن بازی کرده‌است می‌توان به باشگاه فوتبال رئال مادرید و باشگاه فوتبال رئال سوسیداد اشاره کرد.
وی همچنین در تیم‌های ملی فوتبال زیر ۲۱ سال سوئد و سوئد بازی کرده‌است.